# Sinobatis bulbicauda
Sinobatis bulbicauda es una especie de pez de la familia de los Rajidae en el orden de los Rajiformes.

## Morfología
Los machos pueden llegar a alcanzar los 43,3 cm de longitud total y las hembras 56.

## Reproducción
Es ovíparo y las hembras ponen huevos envueltos en una cápsula córnea.

## Hábitat
Es un pez de mar y de clima tropical (5°S-31°S, 111°E-134°E) i demersal que viu entre 150-1.125 m de fondària.

## Distribución geográfica
Se encuentra en Australia e Indonesia. 